# كارولين دنيس
كارولين دنيس (بالإنجليزية: Carolyn Dennis)‏ هي مغنية وممثلة أمريكية، ولدت في 1954.

## وصلات خارجية
- كارولين دنيس على موقع IMDb (الإنجليزية)
- كارولين دنيس على موقع ميوزك برينز (الإنجليزية)
- كارولين دنيس على موقع قاعدة بيانات برودواي على الإنترنت (الإنجليزية)
- كارولين دنيس على موقع ديسكوغز (الإنجليزية)
- كارولين دنيس على موقع قاعدة بيانات الفيلم (الإنجليزية)